# Messe du Pape Marcel

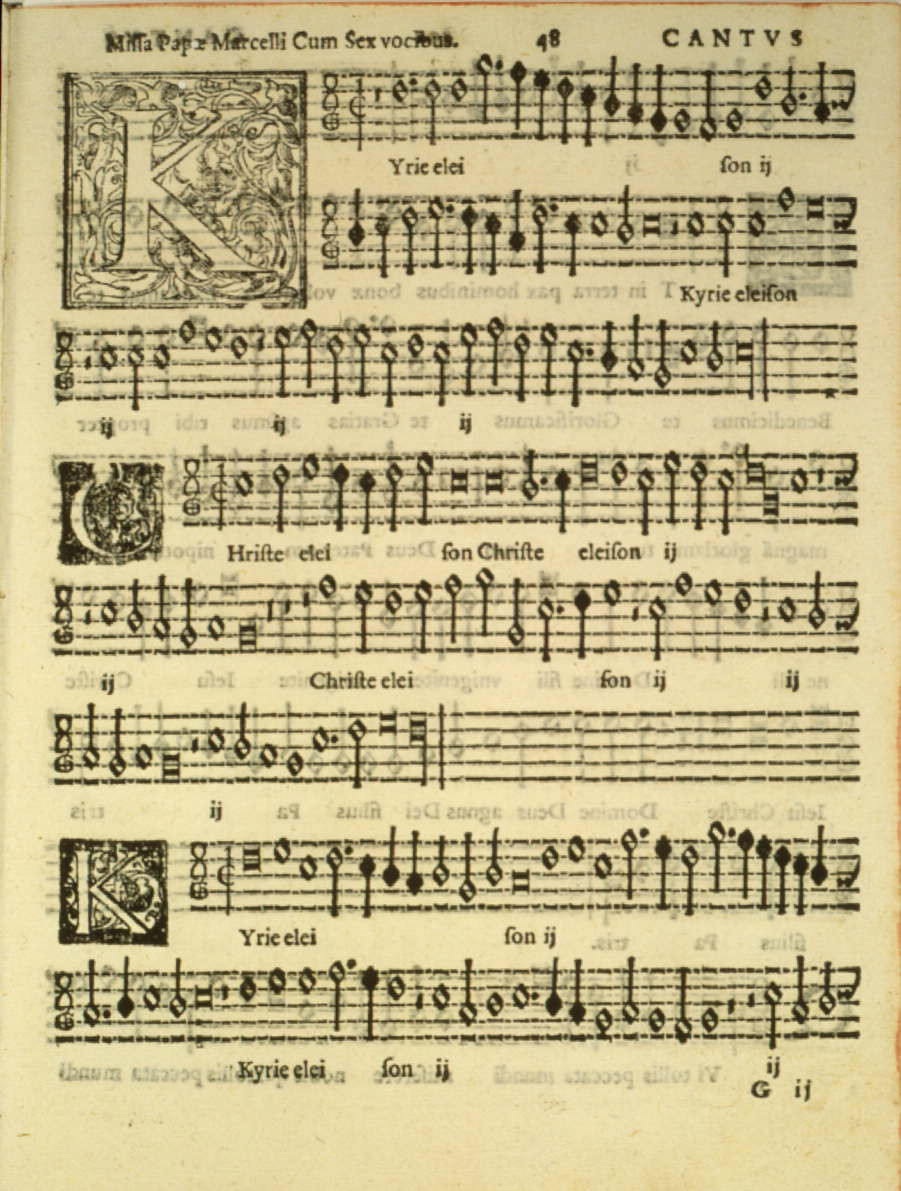
Notation musicale du Kyrie eleison de la messe

La Messe du Pape Marcel (en latin : Missa Papae Marcelli) est une composition musicale polyphonique à 6 voix créée en 1562 par Giovanni Pierluigi da Palestrina, et dédiée à la mémoire de Marcel II, pape réformateur qui mourut le 1er mai 1555, trois semaines après son élection.  Sans doute une des œuvres de Palestrina les plus souvent exécutées, cette messe (Kyrie, Gloria, Credo, Sanctus, agnus Dei) était habituellement chantée lors de la cérémonie de couronnement des papes. 

## Contexte historique

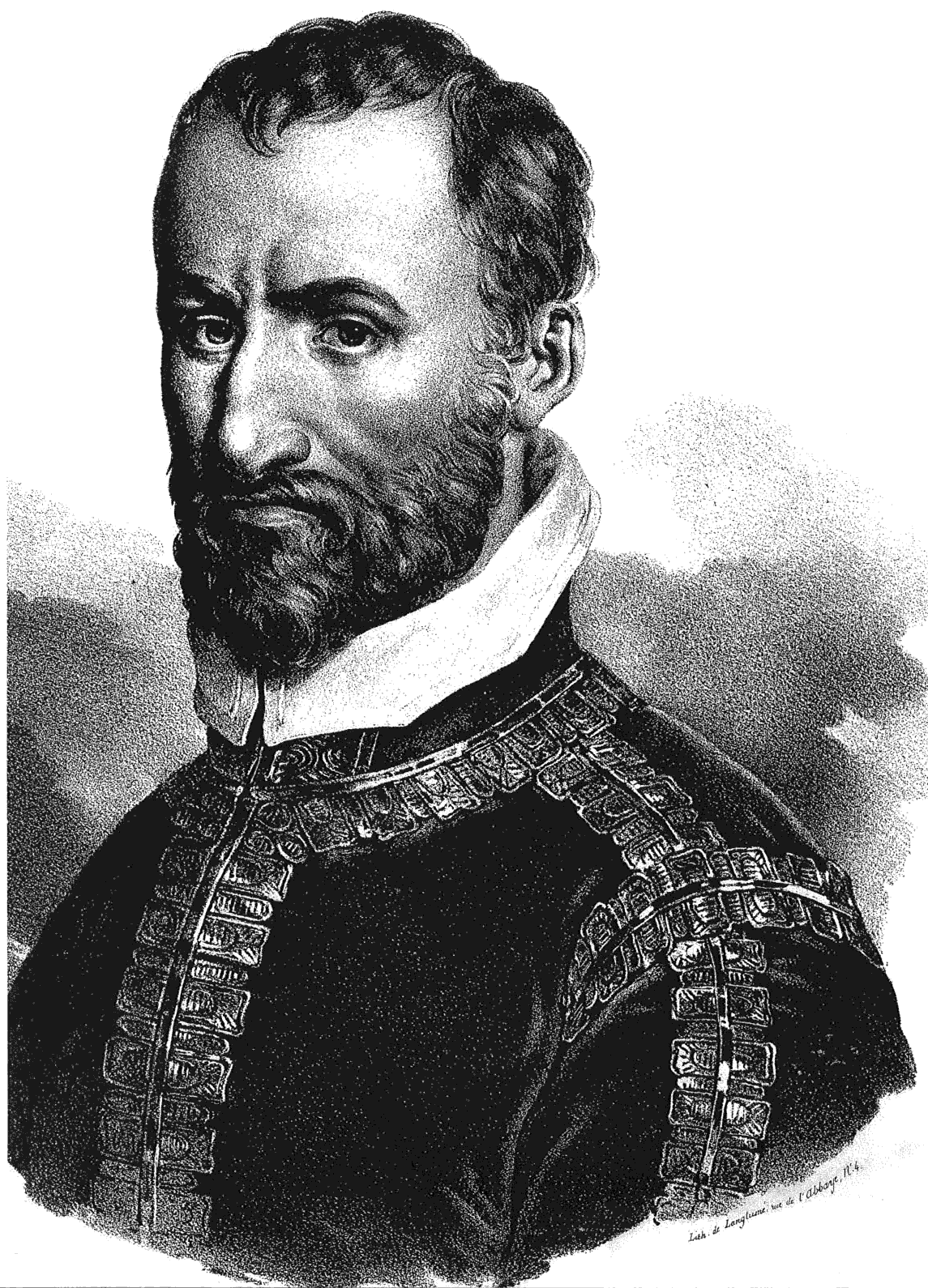
Palestrina est le compositeur de la Messe...

Lors des discussions sur la liturgie, au concile de Trente, plusieurs pères conciliaires souhaitent simplifier le chant liturgique et le ramener à la monodie du chant grégorien, estimant qu’ainsi les textes chantés seraient plus compréhensibles aux fidèles. Cela va dans le même sens que la Réforme protestante qui a simplifié et rapproché la liturgie du peuple chrétien.  C’était sans doute l’opinion également du cardinal Marcel Cervini qui, comme légat pontifical, participa à la deuxième session du concile (à partir de 1551). Marcel Cervini est élu pape en avril 1555 et devient Marcel II.
Palestrina se souvient de la cérémonie du vendredi saint 1555 – c’est lui qui le raconta - peu après l’élection de Marcello Cervini au trône pontifical (9 avril 1555).  Pour impressionner le nouveau pape, musiciens et chanteurs (dont Palestrina) mirent en scène un spectacle musical de grande classe. Cela eut un effet contraire à leur attente. Les chanteurs furent réprimandés par Marcel II pour avoir chanté avec tant de joie et enthousiasme  des textes rappelant la passion de Jésus-Christ, et ainsi avoir oblitéré les sentiments qui devaient être ceux du chrétien à cette occasion. Les chants auraient dû être compréhensibles. 
La légende raconte que sept ans plus tard, en 1562, Palestrina composa cette messe en vue de convaincre les pères du concile de Trente que polyphonie liturgique et intelligibilité des textes chantés étaient conciliables, et qu'il eut gain de cause. Les messes polyphoniques n'auraient pas été interdites par le concile grâce à cette œuvre. Cette légende simplificatrice de la réalité historique est désormais mise en doute par les musicologues, la cause de ce changement d'avis étant multifactorielle.  
Le 28 avril 1565 certains chanteurs de la Chapelle pontificale furent convoqués au palais du cardinal Vitelli pour exécuter certaines messes afin de vérifier si, comme promis, les mots étaient compréhensibles. Un document d'archives de la Chapelle pontificale permet de croire que, entre autres messes exécutées à cette occasion, se trouvait également la Missa Papae Marcelli.  
L’histoire fut racontée par Palestrina lui-même à un prêtre jésuite, alors qu’il est maître de chapelle de leur séminaire romain (après 1566). Celui-ci la raconta à un confrère qui la mit par écrit dans son livre. Même si composée en l’honneur du pape Marcel la messe fut en fait dédiée au roi Philippe II d’Espagne, dont Palestrina attendait quelque faveur.